# Club Atlético River Plate 1999-2000
Questa voce raccoglie le informazioni riguardanti il Club Atlético River Plate nelle competizioni ufficiali della stagione 1999-2000.

## Stagione
Per la stagione 1999-2000 arrivano diversi rinforzi, tra cui il colombiano Mario Yepes, e debutta in prima squadra Andrés D'Alessandro. Il tecnico Ramón Díaz lascia dopo l'Apertura 1999, vinto dal River, e viene sostituito da Américo Gallego, che conquista il Clausura. In campo internazionale, il club partecipa alla Coppa Libertadores 2000: passato il gruppo della prima fase, la squadra viene eliminato dal Boca Juniors nel doppio Superclásico.

## Maglie e sponsor
Lo sponsor tecnico per la stagione 1999-2000 è Adidas, mentre lo sponsor ufficiale è Quilmes.
| Casa | Trasferta |

## Rosa
| N. |                      | Ruolo | Calciatore           |
| -- | -------------------- | ----- | -------------------- |
|    | Argentina (bandiera) | P     | Roberto Bonano       |
|    | Argentina (bandiera) | P     | Germán Burgos        |
|    | Argentina (bandiera) | P     | Franco Costanzo      |
|    | Argentina (bandiera) | P     | Darío Sala           |
|    | Argentina (bandiera) | P     | Gastón Sessa         |
|    | Argentina (bandiera) | D     | Eduardo Berizzo      |
|    | Argentina (bandiera) | D     | Ariel Franco         |
|    | Argentina (bandiera) | D     | Ariel Garcé          |
|    | Argentina (bandiera) | D     | Cristian Green       |
|    | Argentina (bandiera) | D     | Gustavo Lombardi     |
|    | Argentina (bandiera) | D     | Diego Placente       |
|    | Paraguay (bandiera)  | D     | Pedro Sarabia        |
|    | Argentina (bandiera) | D     | Juan Pablo Sorín     |
|    | Argentina (bandiera) | D     | Roberto Trotta       |
|    | Colombia (bandiera)  | D     | Mario Yepes          |
|    | Argentina (bandiera) | C     | Pablo Aimar          |
|    | Argentina (bandiera) | C     | Damián Álvarez       |
|    | Argentina (bandiera) | C     | Leonardo Astrada     |
|    | Argentina (bandiera) | C     | Martín Miguel Cortés |
|    | Argentina (bandiera) | C     | Eduardo Coudet       |
|    | Argentina (bandiera) | C     | Andrés D'Alessandro  |

| N. |                      | Ruolo | Calciatore            |
| -- | -------------------- | ----- | --------------------- |
|    | Argentina (bandiera) | C     | Hernán Díaz           |
|    | Argentina (bandiera) | C     | Diego Escudero        |
|    | Argentina (bandiera) | C     | Marcelo Escudero      |
|    | Argentina (bandiera) | C     | Leonel Gancedo        |
|    | Argentina (bandiera) | C     | Javier Gandolfi       |
|    | Argentina (bandiera) | C     | Marcelo Gómez         |
|    | Argentina (bandiera) | C     | Cristian Raúl Ledesma |
|    | Giappone (bandiera)  | C     | Takahiro Kawamura     |
|    | Argentina (bandiera) | C     | Gabriel Pereyra       |
|    | Argentina (bandiera) | C     | Guillermo Pereyra     |
|    | Uruguay (bandiera)   | C     | Leonardo Ramos        |
|    | Uruguay (bandiera)   | C     | Adrian Sarkisian      |
|    | Argentina (bandiera) | C     | Víctor Zapata         |
|    | Colombia (bandiera)  | A     | Juan Pablo Ángel      |
|    | Argentina (bandiera) | A     | Martín Cardetti       |
|    | Argentina (bandiera) | A     | Cristian Castillo     |
|    | Paraguay (bandiera)  | A     | Nelson Cuevas         |
|    | Argentina (bandiera) | A     | Juan Antonio Pizzi    |
|    | Argentina (bandiera) | A     | Sebastián Rambert     |
|    | Argentina (bandiera) | A     | Javier Saviola        |

## Statistiche

### Statistiche di squadra
| Competizione          | Punti | Totale | Totale | Totale | Totale | Totale | Totale | DR  |
| Competizione          | Punti | G      | V      | N      | P      | Gf     | Gs     | DR  |
| --------------------- | ----- | ------ | ------ | ------ | ------ | ------ | ------ | --- |
| Campionato - Apertura | 44    | 19     | 13     | 5      | 1      | 45     | 21     | +24 |
| Campionato - Clausura | 42    | 19     | 12     | 6      | 1      | 44     | 17     | +27 |
| Libertadores          | -     | 10     | 5      | 3      | 2      | 18     | 13     | +5  |
| Totale                | -     |        |        |        |        |        |        | -   |